# Schönau, Rottal-Inn
Schönau là một đô thị trong huyện Rottal-Inn bang Bayern, Đức.